# 珍妮特·迈伯勒
珍妮特·迈伯勒（英語：Jeanette Myburgh，1940年9月16日—），南非前女子游泳运动员。她曾代表南非参加1956年夏季奥林匹克运动会游泳比赛，获得女子4×100米自由泳接力铜牌。